# Philipp Kellner
Philipp Kellner (24 de agosto de 1997) es un deportista austríaco que compite en remo. Ganó una medalla de bronce en el Campeonato Europeo de Remo de 2020, en la prueba de cuatro scull ligero.

## Palmarés internacional
| Campeonato Europeo | Campeonato Europeo | Campeonato Europeo | Campeonato Europeo  |
| Año                | Lugar              | Medalla            | Prueba              |
| ------------------ | ------------------ | ------------------ | ------------------- |
| 2020               | Poznań (Polonia)   | Medalla de bronce  | Cuatro scull ligero |